# Downton (Herefordshire)
Downton est une paroisse civile et un village du Herefordshire, en Angleterre.